# Marcis Liors Skadmanis
Marcis Liors Skadmanis (nacido el 29 de mayo de 1984) es un empresario y abogado internacional. Es el fundador de la iniciativa Día Mundial de las ONG (Día Internacional de Organizaciones No Gubernamentales y Sin Fines de Lucro). El Día Mundial de las ONG fue reconocido oficialmente el 17 de abril de 2010 por 12 países del Foro de las ONG del Mar Báltico en Lituania y fue conmemorado por varios líderes mundiales el 27 de febrero de 2014 en Helsinki, Finlandia.

## Inicios
Marcis nació el 29 de mayo de 1984, Letonia, fue el mayor de cinco hijos de la familia Skadmanis. El 21 de noviembre de 2013 su padre Jānis Skadmanis y su hermana menor Daina Skadmane fueron trágicamente asesinados en el colapso del centro comercial Zolitude en Riga, Letonia.

## Estudios
Marcis se graduó en el Departamento de Derecho empresarial de la Universidad de Turība en 2008. Marcis es Licenciada en Derecho y Licenciada en Derecho (LL.B.), además de su Certificado de Administración de Empresas (IEVF TIN ).

## Día Mundial de las ONG
La iniciativa del Día Mundial de las ONG fue fundada en 2009 por el estudiante universitario Marcis Liors Skadmanis (a los 24 años), quien primero pensó en la idea inicial durante su Maestría en Derecho Internacional y legislación de ONG.
El Día Mundial de las ONG fue marcado internacionalmente y reconocido el 27 de febrero de 2014 por Helen Clark, Administradora del Programa de las Naciones Unidas para el Desarrollo (PNUD) en Helsinki, Finlandia.